# Simon Stevin
Simon Stevin (1548 Bruggy – 1620 Leiden) byl vlámský matematik, fyzik a inženýr, který byl aktivní v mnoho oblastech teoretické i aplikované vědy.
Je považován za pokračovatele Archiméda nebo da Vinciho. Za jeho nejvýznamnější dílo je považován spis Principy rovnováhy (De Beghinselen der Weegkonst) z roku 1586, který obsahuje např. rozbor rovnováhy tělesa na nakloněné rovině, zavádí rozklad síly do dvou kolmých složek a poprvé tak vlastně pracuje s vektory.